# Wim van Est
Willem «Wim» van Est (Fijnaart, Brabante Setentrional, 25 de março de 1923-Roosendaal, 1 de maio de 2003) foi um ciclista neerlandês.
Apelidado «o sobrevivente do Aubisque» ou «o milagre do Aubisque», foi o primeiro neerlandês em levar a camisola amarela no Tour de France. Foi profissional de 1949 a 1965.

## Biografia
Antes da sua corrida como ciclista, usou a bicicleta para passar tabaco de contrabando sendo detido e passando vários meses preso. Começou no ciclismo em 1946, após que um ciclista profissional o viu competir numa corrida local. A sua primeira vitória importante produziu-se em 1950 na Bordéus-Paris, a clássica mais longa (550 km).
Ao ano seguinte, fez parte da equipa neerlandesa no Tour de France. Na 12.ª etapa Agen-Dax, escapou-se com um pequeno grupo e ganhou a etapa conseguindo uma vantagem de 19 minutos com respeito ao líder, o que lhe permitiu levar o maillot amarelo. Foi o primeiro neerlandês em levá-lo.
Ao dia seguinte, defendendo a sua posição de líder, Van Est descia a toda a velocidade o Col d'Aubisque quando, devido a um furo perdeu o controle da sua bicicleta e caiu por um barranco de setenta metros de profundidade. Apesar da queda saiu praticamente ileso, ainda que teve que se retirar. Queria seguir em corrida, mas foi persuadido para ir ao hospital.
A marca de relógios Pontiac que era a marca que patrocinava à equipa neerlandesa, fez uma campanha publicitária na que Van Est dizia: "Tenho tido uma queda de setenta metros, meu coração deixou de bater, mas meu Pontiac seguia funcionando... ".
Em honra de Van Est, inaugurou-se uma estela no Aubisque que recordava a sua queda. Wim van Est não só foi o primeiro neerlandês em vestir de amarelo, em 1953 também foi o primeiro em ganhar uma etapa no Giro d'Italia e se vestir de rosa.
Nos seguintes anos levou a camisa amarela de novo em 1955 e 1958, terminou oitavo em 1957 e ganhou duas etapas. Também ganhou mais duas vezes a Bordéus-Paris, dois títulos nacionais de estrada e quatro títulos nacionais em perseguição individual.
Seus irmãos Nico e Piet também foram ciclistas profissionais.

## Palmarés

### Pista
- 1949
  - 3.º no Campeonato do Mundo em perseguição individual
- Campeonato dos Países Baixos em Perseguição Individual

- 1950
  - 2.º no Campeonato do Mundo em perseguição individual

- 1952
- Campeonato dos Países Baixos em Perseguição Individual

- 1953
- Campeonato dos Países Baixos em Perseguição Individual

- 1955
  - 3.º no Campeonato do Mundo em perseguição individual
- Campeonato dos Países Baixos em Perseguição Individual

### Estrada
| - 1949 - 1 etapa da Volta aos Países Baixos - 2.º no Campeonato da Holanda em estrada - 1950 - Bordéus-Paris - 1951 - 1 etapa do Tour de France - 2.º no Campeonato da Holanda em estrada - 1952 - Bordéus-Paris - Volta aos Países Baixos, mais 2 etapas - Nokere Koerse - 2.º no Campeonato da Holanda em estrada - 1953 - Volta à Flandres - 1 etapa do Tour de France - 1 etapa do Giro d'Italia - 1 etapa de Através de Flandres - Acht van Chaam - 2.º no Campeonato da Holanda em estrada - 1954 - Volta aos Países Baixos, mais 3 etapas - Três Dias de Antuérpia - 1 etapa do Tour de France | - 1955 - Omloop Mandel-Leie-Schelde - 2 etapas da Volta aos Países Baixos - 1956 - Campeonato dos Países Baixos em Estrada - 1 etapa da Volta aos Países Baixos - 1 etapa dos Três Dias de Antuérpia - 1957 - Campeonato dos Países Baixos em Estrada - 2 etapas da Volta aos Países Baixos - 1960 - 1 etapa da Volta aos Países Baixos - 1961 - Bordéus-Paris |

## Resultados nas grandes voltas
| Corrida            | 1949 | 1950 | 1951 | 1952 | 1953 | 1954 | 1955 | 1956 | 1957 | 1958 | 1959 | 1960 | 1961 | 1962 | 1963 | 1964 |
| ------------------ | ---- | ---- | ---- | ---- | ---- | ---- | ---- | ---- | ---- | ---- | ---- | ---- | ---- | ---- | ---- | ---- |
| Giro d'Italia      | -    | -    | -    | -    | 13.º | 19.º | -    | -    | 16.º | -    | -    | 32.º | -    | -    | -    | -    |
| Tour de France     | -    | -    | Ab.  | 17.º | 13.º | 16.º | 15.º | -    | 8.º  | 46.º | -    | 39.º | Ab.  | -    | -    | -    |
| Volta a Espanha    | -    | -    | -    | -    | -    | -    | -    | -    | -    | 23.º | -    | -    | -    | -    | -    | 17.º |
| Mundial em Estrada | -    | -    | 17.º | 13.º | -    | -    | -    | -    | 22.º | -    | -    | -    | -    | -    | -    | -    |

-: não participa

Ab.: abandono